# طاووس پریکلس (پروانه)
طاووس پریکلس (پروانه)(نام علمی: Papilio pericles) نام یک گونه از سرده پروانه‌های پاپیلیو است.